# Gare de L’Estaque
Gare de L'Estaque vasútállomás Franciaországban,  településen.

## Vasútvonalak
Az állomást az alábbi vasútvonalak érintik:
- Párizs–Marseille-vasútvonal
- Miramas–L'Estaque-vasútvonal

## Kapcsolódó állomások
A vasútállomáshoz az alábbi állomások vannak a legközelebb:
- Gare de Séon-Saint-Henri (Párizs–Marseille-vasútvonal)
- Gare de Marseille-Saint-Charles (Párizs–Marseille-vasútvonal, Marseille–Ventimiglia-vasútvonal, Lyon-Perrache-Grenoble-Marseille-vasútvonal, Marseille-Saint-Charles-Marseille-Joliette-vasútvonal, L’Estaque–Marseille-Joliette-vasútvonal)
- Gare de Pas-des-Lanciers
- Gare de Niolon (Ligne de la Côte Bleue)
- Gare d’Arenc-Euroméditerranée